# After Eight
After Eight er en konfektchokolade som bliver produceret af den schweiziske madvaregigant Nestlé. Produktet består af tynde mintplader dækket af mørk chokolade. After Eight er produceret i flere udgaver:
- Normal: Den oprindelige After Eight-version, som består af mintplader dækket med et tyndt lag chokolade.
- Delights: Små chokolader med et cremeagtigt mintfyld, formet som små, kubeformede chokoladestykker.
- Kiks: After Eight Biscuits er formet omtrent som de oprindelige chokolader, men indeholder et udover mintlaget også et kikslag.
- Orange: After Eight Orange er som originalen, men er fyldt med appelsincreme.
- Ispind